# 7
7. је била проста година.

## Догађаји
- Народи Паноније и Далмације настављају Велику илирску побуну против Римске власти.
- Октавијан Август поставља свог пријатеља Публија Квинтилија Вара за гувернера свих земаља источно од Рајне.